# Ramal de Aljustrel
| Streckenlänge: | 11,6 km                  |                              |                              |
| Spurweite: | 1668 mm (Iberische Spur) |                              |                              |
| |                          |                              |                              |
| \| \| \| nach Barreiro \| \| \| \| 0,0 \| Castro Verde-Almodôvar \| Castro Verde-Almodôvar \| \| \| \| nach Funcheira \| \| \| \| \| N 261 \| \| \| \| 9,8 \| Aljustrel \| Aljustrel \| \| \| \| Pyrit- und Zinkmine (Neubau) \| \| \| \| 11,6 \| ebenfalls zur Mine \| ebenfalls zur Mine \| |                          |                              |                              |
| Strecke von links |                          | nach Barreiro                | nach Barreiro                |
| Dienststation / Betriebs- oder Güterbahnhof | 0,0                      | Castro Verde-Almodôvar       | Castro Verde-Almodôvar       |
| Abzweig ehemals geradeaus und nach rechts |                          | nach Funcheira               | nach Funcheira               |
| Bahnübergang (Strecke außer Betrieb) |                          | N 261                        | N 261                        |
| Bahnhof (Strecke außer Betrieb) | 9,8                      | Aljustrel                    | Aljustrel                    |
| Betriebs-/Güterbahnhof Streckenanfang und quer (Strecke außer Betrieb) · Abzweig geradeaus und nach rechts (Strecke außer Betrieb) |                          | Pyrit- und Zinkmine (Neubau) | Pyrit- und Zinkmine (Neubau) |
| Betriebs-/Güterbahnhof Streckenende (Strecke außer Betrieb) | 11,6                     | ebenfalls zur Mine           | ebenfalls zur Mine           |

Der Ramal de Aljustrel ist eine Eisenbahnstrecke im Süden Portugals und verbindet den Bahnhof Castro Verde-Almodôvar von Carregueiro an der Linha do Alentejo mit der Mine von Aljustrel. Mit einer Länge von insgesamt 11,6 km wird dieser Schienenanschluss nur im Güterverkehr benutzt.
Seit 2004 ist die Lundin Mining Corporation Eigentümerin der Mine von Aljustrel.  Als Reaktion auf den rasanten Fall der Zinkpreise auf dem Weltmarkt wurde im November 2008 die Produktion von Zink erneut eingestellt, obwohl die Mine erst im Mai 2008 ihren Betrieb mit EU-Subventionen wieder aufgenommen hatte. Am Kreisverkehr der Straßen N 2 und N 261 wurden die Gleise zwischenzeitlich entfernt.

Bahnhof Castro Verde-Almodovar
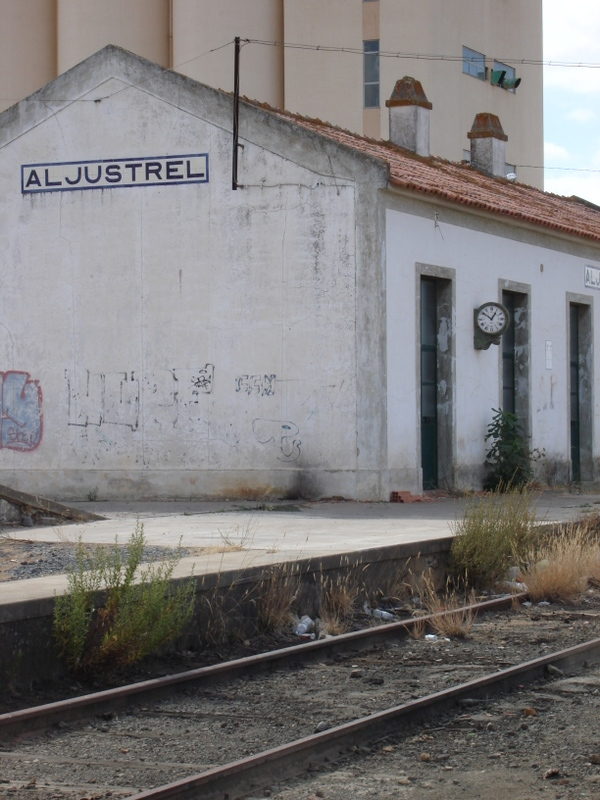
Bahnhof Aljustrel